# Hugo Dellien
Hugo Dellien (Trinidad, 16 giugno 1993) è un tennista boliviano.
Ha vinto in carriera diversi titoli in singolare dell'ATP Challenger Tour e uno in doppio. Il suo miglior ranking ATP in singolare è il 64º posto raggiunto il 1º agosto 2022, la miglior classifica raggiunta da un boliviano dai tempi di Mario Martínez, che era stato 32º nell'ottobre 1980. In doppio, Dellien vanta il 185º posto nel ranking del 2 febbraio 2015.
Anche il fratello minore Murkel Alejandro ha intrapreso la carriera di tennista.

## Carriera

### 2009-2013, inizi tra i professionisti e primi titoli ITF
Debutta tra i professionisti con una sconfitta nell'agosto 2009 al torneo ITF Futures Bolivia F1. Nonostante abbia giocato due soli tornei nel circuito, nel luglio 2010 fa il suo esordio nella squadra boliviana di Coppa Davis in occasione dello spareggio perso 4-1 con El Salvador, viene schierato nell'ultimo singolare a risultato acquisito dal salvadoregni e sconfigge in due set Sebastián Moreno. Nell'ottobre 2010 alza il primo trofeo da professionista vincendo il torneo di doppio al Bolivia F4. Disputa la prima finale ITF in singolare nel settembre 2012 al torneo Bolivia F2 e viene sconfitto da Juan-Pablo Amado. Dopo aver vinto 5 tornei ITF in doppio, il 21 aprile 2013 conquista il primo titolo in singolare battendo in tre set Gonzalo Lama nella finale del torneo ITF Chile F1, e la settimana successiva si conferma campione all'Argentina F4. Nel 2012 aveva esordito in doppio nei Challenger e nella parte finale del 2013 entra per la prima volta nel tabellone principale di un torneo Challenger in singolare e, alla sua terza apparizione, in settembre vince il primo incontro a Quito.

### 2014-2016, prime finali Challenger, top 300 del ranking in singolare e top 200 in doppio
Nel 2014 continua a raccogliere successi nei tornei ITF e comincia anche a giocare con continuità nel circuito Challenger, in marzo raggiunge la prima finale nel torneo di doppio di Salinas e in coppia con Eduardo Schwank viene sconfitto in due set da Roberto Maytin / Fernando Romboli. Dopo aver perso altre due finali Challenger in doppio, in novembre gioca la prima finale in singolare a Montevideo e cede al giocatore di casa Pablo Cuevas per 2-6, 4-6. Grazie a questo risultato conclude il 2014 al 267º posto mondiale, suo nuovo miglior ranking. Dopo aver vinto sei titoli ITF in singolare e undici in doppio, nel 2015 ne vince solo uno in singolare, non supera mai i quarti di finale nei Challenger e passa dal 242º posto ATP di febbraio al 485º di fine anno. Anche in doppio raggiunge il miglior ranking alla 185ª posizione in febbraio e nei mesi successivi entra in crisi di risultati. Nel 2016 gioca esclusivamente nel circuito ITF, durante la stagione conquista un titolo in singolare e tre in doppio e i suoi ranking peggiorano progressivamente. A fine anno cerca invano un posto e finanziamenti per allenarsi in Bolivia e abbandona il tennis per dar vita a un'azienda con il padre.

### 2017-2018, ritiro dal tennis e rientro, primi titoli Challenger e top 100
Ci ripensa dopo meno di due mesi e nel gennaio 2017 accetta l'offerta di un amico di allenarsi in Messico. Subito ottiene buoni risultati, durante quella stagione vince sette titoli ITF in singolare e due in doppio. I successi in singolare lo portano in novembre alla 232ª posizione in classifica. Nel frattempo aveva ricominciato a giocare nei Challenger, ma l'unico risultato di rilievo è la finale raggiunta in doppio a novembre al Challenger Ciudad de Guayaquil, dove in singolare arriva in semifinale. Si migliora nel 2018, in marzo vince sia il torneo di singolare che quello di doppio all'ITF Italy F3 e poco dopo abbandona i tornei ITF. Il 22 aprile conquista il primo titolo Challenger al Sarasota Open, con la vittoria in finale per 2-6, 6-4, 6-2 su Facundo Bagnis, e a fine torneo entra nella top 200. Nei due mesi successivi si aggiudica anche i Challenger di Savannah e Vicenza, sconfiggendo rispettivamente Christian Harrison e Matteo Donati. In luglio perde la finale a Marburgo contro Juan Ignacio Londero e porta il best ranking alla 100ª posizione. Quell'anno partecipa per la prima volta alle qualificazioni di tornei del Grande Slam al Roland Garros, a Wimbledon e agli US Open, vincendo un solo incontro a Parigi. Il miglior risultato di fine stagione in singolare è la semifinale al Tampere Open, dove viene di nuovo sconfitto da Londero, e in ottobre vince il primo torneo di doppio in un Challenger a Campinas in coppia con Guillermo Durán, battendo in finale Franco Agamenone / Fernando Romboli.

### 2019, esordi nel circuito maggiore
Dopo aver tentato invano alcune volte le qualificazioni nei tornei ATP, le supera per la prima volta nel febbraio 2019 a Córdoba, e viene eliminato al primo turno del tabellone principale. A fine mese vince il suo primo incontro in un torneo dell'ATP Tour al Rio Open, dove raggiunge i quarti di finale. Si spinge fino ai quarti anche al successivo Brasil Open e in marzo si impone nel Challenger di Santiago del Cile. Il 18 marzo sale alla 74ª posizione del ranking. Supera le qualificazioni al Madrid Masters e viene sconfitto da Kei Nishikori al secondo turno dopo aver eliminato il nº 29 ATP Gilles Simon. In maggio raggiunge i quarti all'ATP di Ginevra e la settimana dopo entra per diritto di classifica al Roland Garros, facendo il suo esordio in una prova del Grande Slam; supera al primo turno Prajnesh Gunneswaran e diventa il primo boliviano a vincere un incontro degli Slam dopo Martinez al Roland Garros 1984. Viene quindi eliminato dal nº 6 del mondo Stefanos Tsitsipas, al quale strappa un set. A fine giugno batte Danilo Petrović in finale al Milano ATP Challenger e subito dopo viene eliminato nel suo incontro di esordio a Wimbledon. Supera il primo turno agli US Open per il ritiro dell'avversario e viene subito sconfitto in quattro set dal nº 5 ATP Daniil Medvedev. A fine anno partecipa ad alcuni tornei ATP, vincendo incontri solo nelle qualificazioni; in settembre perde la finale in doppio al Challenger de Buenos Aires e in novembre perde quella in singolare al Challenger Ciudad de Guayaquil contro Thiago Seyboth Wild.

### 2020, 72º e successiva discesa nel ranking
Il 13 gennaio 2020, pur non avendo ancora giocato alcun torneo, porta il suo miglior ranking al 72º posto. Eliminato alle qualificazioni del torneo di Auckland, al primo turno dell'Australian Open perde in tre set dal numero 1 del mondo Rafael Nadal. Dopo altre tre sconfitte al primo turno, a fine febbraio raggiunge i quarti all'ATP di Santiago del Cile. Ha quindi inizio la lunga pausa del tennis mondiale per la pandemia di COVID-19, rientra a fine agosto e da lì a fine anno gioca 5 incontri vincendone solo uno alle qualificazioni di Roma, uscendo al primo turno agli US Open e al Roland Garros. In settembre esce dalla top 100 e chiude il 2020 al 111º posto nel ranking.

### 2021, due titoli Challenger
Supera le qualificazioni dell'Australian Open nelle quali elimina l'emergente Carlos Alcaraz. ed esce di scena al primo turno per mano di Dominik Koepfer. Torna a mettersi in luce a maggio al Masters romano, nelle qualificazioni supera i top 100 Jaume Munar e Aljaz Bedene, al primo turno elimina Adrian Mannarino e viene poi sconfitto da Alexander Zverev. In luglio fa il suo esordio olimpico ai Giochi di Tokyo, dove il sorteggio lo pone di fronte al primo turno al nº 1 Djokovic, che gli concede 4 soli giochi. Come era successo in stagione al Roland Garros e a Wimbledon, non supera le qualificazioni agli US Open. In ottobre torna ad aggiudicarsi un Challenger a Lima, superando in due set in finale l'argentino Camilo Ugo Carabelli. Il mese dopo vince anche il Challenger di Montevideo, nella cui finale concede un solo gioco a Juan Ignacio Londero, e a dicembre perde la finale del Florianópolis Challenger contro Igor Marcondes. Chiude la stagione al 115º posto mondiale dopo essere stato al 144º in settembre.

### 2022, un titolo Challenger, infortunio al polso e lunga convalescenza
Ai primi impegni stagionali perde in semifinale in due tornei Challenger sudamericani, mentre esce al primo turno nei tornei ATP di Córdoba e Buenos Aires e in febbraio rientra nella top 100. Eliminato al secondo turno all'ATP di Santiago, raggiunge le finali nei successivi Challenger di Santiago e del Biobío, vince la prima superando Alejandro Tabilo e perde la seconda contro Tomás Martín Etcheverry. Nel periodo successivo disputa alcuni tornei ATP vincendo qualche match contro avversari meglio classificati e raggiunge il secondo turno a Barcellona, all'Estoril e al Roland Garros. Una grave lesione a un polso lo costringe a chiudere la stagione a fine giugno.

### 2023, prima semifinale ATP, due titoli Challenger
Scende alla 139ª posizione mondiale dopo l'eliminazione al primo turno agli Australian Open all'esordio dopo la convalescenza. Inizia a risalire con una semifinale in un Challenger, al successivo ATP di Córdoba raggiunge la prima semifinale ATP in carriera e viene sconfitto da Sebastián Báez. Con i quarti di finale disputati all'ATP 500 di Rio de Janeiro, dove perde al terzo set con Cameron Norrie, rientra nella top 100. A marzo sconfigge Thiago Seyboth Wild in finale al Santiago Challenger. Le sedute di allenamento in vista dei tornei europei su terra battuta e in seguito i problemi di salute del padre gli consentono di giocare un solo torneo nei due mesi successivi. Al rientro a maggio vince solo uno dei primi 8 incontri disputati e a giugno scende al 172º posto mondiale. Ad agosto perde in finale al Sauerland Open e, al pari degli altri tornei stagionali del Grande Slam, esce al primo turno agli US Open. A fine ottobre si aggiudica il Curitiba Challenger superando in finale Oliver Crawford e chiude la stagione a ridosso della top 100.

### 2024, tre titoli Challenger
Nella prima parte del 2024 vince un solo incontro nei tabelloni del circuito maggiore e raggiunge una semifinale Challenger; a marzo scende alla 183ª posizione. A luglio vince il Challenger di Iași battendo in finale Javier Barranco Cosano. Continua a risalire ad agosto con le vittorie in finale nei Challenger di Liberec e Bonn, rispettivamente contro Elmer Møller e Maximilian Marterer, e risale a ridosso della top 100. All'ultimo impegno stagionale perde la finale all'Uruguay Open contro Tristan Boyer.

### 2025, un titolo Challenger
Nel febbraio 2025 supera il nº 31 del mondo Sebastián Báez in semifinale al Rosario Challenger e perde in tre set la finale contro Camilo Ugo Carabelli. All'ATP 250 Grand Prix Hassan II supera Aleksandar Vukic ed esce al secondo turno, il mese successivo rientra nella top 100 dopo oltre due anni. Viene ammesso al tabellone degli Internazionali d'Italia come lucky loser e si spinge fino al terzo turno. Sconfitto in cinque set da Gaël Monfils al primo turno del Roland Garros, si impone al Czech Open di Prostějov battendo in finale Tseng Chun-hsin.

## Statistiche

### Tornei minori

#### Singolare

##### Vittorie (28)
| Legenda         |
| Challenger (12) |
| Futures (16)    |

| N.  | Data             | Torneo                                   | Superficie  | Avversario in finale   | Punteggio           |
| 1.  | 22 aprile 2018   | Sarasota Open, Sarasota                  | Terra verde | Facundo Bagnis         | 2-6, 6-4, 6-2       |
| 2.  | 6 maggio 2018    | Savannah Challenger, Savannah            | Terra verde | Christian Harrison     | 6-1, 1-6, 6-4       |
| 3.  | 3 giugno 2018    | Internazionali Città di Vicenza, Vicenza | Terra rossa | Matteo Donati          | 6-4, 5-7, 6-4       |
| 4.  | 10 marzo 2019    | Santiago Challenger, Santiago del Cile   | Terra rossa | Wu Tung-lin            | 5-7, 7-6(1), 6-1    |
| 5.  | 30 giugno 2019   | Milano ATP Challenger, Milano            | Terra rossa | Danilo Petrović        | 7-5, 6-4            |
| 6.  | 3 ottobre 2021   | Lima Challenger, Lima                    | Terra rossa | Camilo Ugo Carabelli   | 6-3, 7-5            |
| 7.  | 14 novembre 2021 | Uruguay Open, Montevideo                 | Terra rossa | Juan Ignacio Londero   | 6-0, 6-1            |
| 8.  | 13 marzo 2022    | Santiago Challenger, Santiago del Cile   | Terra rossa | Alejandro Tabilo       | 6-3, 4-6, 6-4       |
| 9.  | 12 marzo 2023    | Santiago Challenger, Santiago del Cile   | Terra rossa | Thiago Seyboth Wild    | 3-6, 6-3, 6-3       |
| 10. | 29 ottobre 2023  | Curitiba Challenger, Curitiba            | Terra rossa | Oliver Crawford        | 7-6(6), 4-6, 7-6(1) |
| 11. | 14 luglio 2024   | Iași Open, Iași                          | Terra rossa | Javier Barranco Cosano | 6-1, 6-1            |
| 12. | 4 agosto 2024    | Liberec Open, Liberec                    | Terra rossa | Elmer Møller           | 5-7, 6-4, 6-1       |
| 13. | 11 agosto 2024   | Bonn Open, Bonn                          | Terra rossa | Maximilian Marterer    | 7-6(2), 6-0         |
| 14. | 7 giugno 2025    | Czech Open, Prostějov                    | Terra rossa | Tseng Chun-hsin        | 6-3, 6-4            |

##### Sconfitte in finale (13)
| Legenda        |
| Challenger (8) |
| Futures (5)    |

| N. | Data             | Torneo                                    | Superficie  | Avversario in finale    | Punteggio     |
| 1. | 23 novembre 2014 | Uruguay Open, Montevideo                  | Terra rossa | Pablo Cuevas            | 2-6, 4-6      |
| 2. | 8 luglio 2018    | Marburg Open, Marburgo                    | Terra rossa | Juan Ignacio Londero    | 6-3, 5-7, 4-6 |
| 3. | 3 novembre 2019  | Challenger Ciudad de Guayaquil, Guayaquil | Terra rossa | Thiago Seyboth Wild     | 4-6, 0-6      |
| 4. | 12 dicembre 2021 | Florianópolis Challenger, Florianópolis   | Terra rossa | Igor Marcondes          | 2-6, 4-6      |
| 5. | 20 marzo 2022    | Challenger del Biobío, Concepción         | Terra rossa | Tomás Martín Etcheverry | 3-6, 2-6      |
| 6. | 5 agosto 2023    | Sauerland Open, Lüdenscheid               | Terra rossa | Duje Ajduković          | 5-7, 4-6      |
| 7. | 17 novembre 2024 | Uruguay Open, Montevideo                  | Terra rossa | Tristan Boyer           | 2-6, 4-6      |
| 8. | 9 febbraio 2025  | Rosario Challenger, Rosario               | Terra rossa | Camilo Ugo Carabelli    | 6-3, 3-6, 2-6 |

#### Doppio

##### Vittorie (18)
| Legenda        |
| Challenger (1) |
| Futures (17)   |

| N. | Data           | Torneo                                  | Superficie | Compagno        | Avversari in finale               | Punteggio |
| 1. | 6 ottobre 2018 | São Paulo Challenger de Tênis, Campinas | Cemento    | Guillermo Durán | Franco Agamenone Fernando Romboli | 7-5, 6-4  |

##### Sconfitte in finale (20)
| Legenda        |
| Challenger (6) |
| Futures (14)   |

| N. | Data              | Torneo                                             | Superficie  | Compagno             | Avversari in finale                       | Punteggio           |
| 1. | 1º marzo 2014     | Challenger ATP de Salinas, Salinas                 | Terra rossa | Eduardo Schwank      | Roberto Maytín Fernando Romboli           | 3-6, 4-6            |
| 2. | 12 luglio 2014    | San Benedetto Tennis Cup, San Benedetto del Tronto | Terra rossa | Sergio Galdós        | Daniele Giorgini Potito Starace           | 3-6, 7-6(3), [5-10] |
| 3. | 25 ottobre 2014   | , Copa Cordoba Córdoba                             | Terra rossa | Juan Ignacio Londero | Marcelo Demoliner Nicolás Jarry           | 3-6, 5-7            |
| 4. | 3 novembre 2017   | Challenger Ciudad de Guayaquil, Guayaquil          | Terra rossa | Federico Zeballos    | Marcelo Arévalo Miguel Ángel Reyes Varela | 1-6, 7-6(7), [6-10] |
| 5. | 28 settembre 2019 | Challenger de Buenos Aires, Buenos Aires           | Terra rossa | Federico Zeballos    | Guido Andreozzi Guillermo Duran           | 7-6(3), 2-6, [1-10] |
| 6. | 9 marzo 2024      | Santa Cruz Challenger, Santa Cruz de la Sierra     | Terra rossa | Murkel Dellien       | Andrea Collarini Renzo Olivo              | 4-6, 1-6            |